# Velika nagrada Avstralije 2012
Velika nagrada Avstralije 2012 je bila prva dirka Svetovnega prvenstva Formule 1 v sezoni 2012. Odvijala se je 18. marca 2012 na uličnem dirkališču Melbourne Grand Prix Circuit v Melbournu. Zmagal je Jenson Button, McLaren-Mercedes, drugo mesto je osvojil Sebastian Vettel, Red Bull-Renault, tretje pa Lewis Hamilton, McLaren-Mercedes.

## Rezultati

### Kvalifikacije
| Poz | Št | Dirkač             | Konstruktor          | 1. del   | 2. del    | 3. del    | Št. m. |
| --- | -- | ------------------ | -------------------- | -------- | --------- | --------- | ------ |
| 1   | 4  | Lewis Hamilton     | McLaren-Mercedes     | 1:26,800 | 1:25,626  | 1:24,922  | 1      |
| 2   | 3  | Jenson Button      | McLaren-Mercedes     | 1:26,832 | 1:25,663  | 1:25,074  | 2      |
| 3   | 10 | Romain Grosjean    | Lotus-Renault        | 1:26,498 | 1:25,845  | 1:25,302  | 3      |
| 4   | 7  | Michael Schumacher | Mercedes             | 1:26,586 | 1:25,571  | 1:25,336  | 4      |
| 5   | 2  | Mark Webber        | Red Bull-Renault     | 1:27,117 | 1:26,597  | 1:25,651  | 5      |
| 6   | 1  | Sebastian Vettel   | Red Bull-Renault     | 1:26,773 | 1:25,982  | 1:25,668  | 6      |
| 7   | 8  | Nico Rosberg       | Mercedes             | 1:26,763 | 1:25,469  | 1:25,686  | 7      |
| 8   | 18 | Pastor Maldonado   | Williams-Renault     | 1:26,803 | 1:26,206  | 1:25,908  | 8      |
| 9   | 12 | Nico Hülkenberg    | Force India-Mercedes | 1:27,464 | 1:26,314  | 1:26,451  | 9      |
| 10  | 16 | Daniel Ricciardo   | Toro Rosso-Ferrari   | 1:27,024 | 1:26,319  | brez časa | 10     |
| 11  | 17 | Jean-Éric Vergne   | Toro Rosso-Ferrari   | 1:26,493 | 1:26,429  |           | 11     |
| 12  | 5  | Fernando Alonso    | Ferrari              | 1:26,688 | 1:26,494  |           | 12     |
| 13  | 14 | Kamui Kobajaši     | Sauber-Ferrari       | 1:26,182 | 1:26,590  |           | 13     |
| 14  | 19 | Bruno Senna        | Williams-Renault     | 1:27,004 | 1:26,663  |           | 14     |
| 15  | 11 | Paul di Resta      | Force India-Mercedes | 1:27,469 | 1:27,086  |           | 15     |
| 16  | 6  | Felipe Massa       | Ferrari              | 1:27,633 | 1:27,497  |           | 16     |
| 17  | 15 | Sergio Pérez       | Sauber-Ferrari       | 1:26,596 | brez časa |           | 22     |
| 18  | 9  | Kimi Räikkönen     | Lotus-Renault        | 1:27,758 |           |           | 17     |
| 19  | 20 | Heikki Kovalainen  | Caterham-Renault     | 1:28,679 |           |           | 18     |
| 20  | 21 | Vitalij Petrov     | Caterham-Renault     | 1:29,018 |           |           | 19     |
| 21  | 24 | Timo Glock         | Marussia-Cosworth    | 1:30,923 |           |           | 20     |
| 22  | 25 | Charles Pic        | Marussia-Cosworth    | 1:31,670 |           |           | 21     |
| 23  | 22 | Pedro de la Rosa   | HRT-Cosworth         | 1:33,495 |           |           | DNQ    |
| 24  | 23 | Narain Kartikejan  | HRT-Cosworth         | 1:33,643 |           |           | DNQ    |

### Dirka
| Poz | Št | Dirkač             | Konstruktor          | Krogi | Čas/Odstop  | Št. m. | Toč |
| --- | -- | ------------------ | -------------------- | ----- | ----------- | ------ | --- |
| 1   | 3  | Jenson Button      | McLaren-Mercedes     | 58    | 1:34:09,565 | 2      | 25  |
| 2   | 1  | Sebastian Vettel   | Red Bull-Renault     | 58    | +2,139      | 6      | 18  |
| 3   | 4  | Lewis Hamilton     | McLaren-Mercedes     | 58    | +4,075      | 1      | 15  |
| 4   | 2  | Mark Webber        | Red Bull-Renault     | 58    | +4,547      | 5      | 12  |
| 5   | 5  | Fernando Alonso    | Ferrari              | 58    | +21,565     | 12     | 10  |
| 6   | 14 | Kamui Kobajaši     | Sauber-Ferrari       | 58    | +36,766     | 13     | 8   |
| 7   | 9  | Kimi Räikkönen     | Lotus-Renault        | 58    | +38,014     | 17     | 6   |
| 8   | 15 | Sergio Pérez       | Sauber-Ferrari       | 58    | +39,458     | 22     | 4   |
| 9   | 16 | Daniel Ricciardo   | Toro Rosso-Ferrari   | 58    | +39,556     | 10     | 2   |
| 10  | 11 | Paul di Resta      | Force India-Mercedes | 58    | +39,737     | 15     | 1   |
| 11  | 17 | Jean-Éric Vergne   | Toro Rosso-Ferrari   | 58    | +39,848     | 11     |     |
| 12  | 8  | Nico Rosberg       | Mercedes             | 58    | +57,642     | 7      |     |
| 13  | 18 | Pastor Maldonado   | Williams-Renault     | 57    | Trčenje     | 8      |     |
| 14  | 24 | Timo Glock         | Marussia-Cosworth    | 57    | +1 krog     | 20     |     |
| 15  | 25 | Charles Pic        | Marussia-Cosworth    | 53    | +5 krogov   | 21     |     |
| 16  | 19 | Bruno Senna        | Williams-Renault     | 52    | Trčenje     | 14     |     |
| Ods | 6  | Felipe Massa       | Ferrari              | 46    | Trčenje     | 16     |     |
| Ods | 20 | Heikki Kovalainen  | Caterham-Renault     | 44    | Vzmetenje   | 18     |     |
| Ods | 21 | Vitalij Petrov     | Caterham-Renault     | 38    | Krmiljenje  | 19     |     |
| Ods | 7  | Michael Schumacher | Mercedes             | 10    | Menjalnik   | 4      |     |
| Ods | 10 | Romain Grosjean    | Lotus-Renault        | 1     | Trčenje     | 3      |     |
| Ods | 12 | Nico Hülkenberg    | Force India-Mercedes | 0     | Trčenje     | 9      |     |